# スポッター作戦
スポッター作戦 (Operation Spotter) は第二次世界大戦中のマルタへの航空機輸送作戦の一つ。1942年2月から3月に実行された。

## 経過

### スポッターI作戦
空母「アーガス」がイギリスからジブラルタルへ運んだスピットファイアが輸送役の空母「イーグル」に移され、この2隻の空母と戦艦「マレーヤ」、軽巡洋艦「ハーマイオニー」、駆逐艦「ラフォーレイ」、「ライトニング」、「アクティヴ」、「アンソニー」、「ダンカン」、「Whitehall」、「Wishart」、「Blabkney」、「Croome」からなるH部隊は2月27日に出撃した。しかし、スピットファイアの燃料タンクに問題が見つかったため作戦延期となり、28日にH部隊はジブラルタルに戻った。

### スポッターII作戦
問題解決後、3月6日にH部隊は再び出撃した。この時は「ダンカン」が駆逐艦「Exmoor」に代わっている。3月7日にスピットファイア15機が発進し、ジブラルタルからのブレニム7機の誘導で全機マルタに到着した。